# 476-os busz
A 476-os jelzésű autóbusz Gödöllő egyik helyi járata, csak egy irányban közlekedik. Az Autóbusz-állomástól a Királytelep autóbusz-fordulót és a Hegy utca autóbusz-fordulót érintve visszatér az Autóbusz-állomásra. A vonalat a MÁV Személyszállítási Zrt. üzemelteti. 2017. október 15-étől a korábbi 5E viszonylat helyett közlekedik.

## Útvonala
| Autóbusz-állomás → Királytelep autóbusz-forduló → Hegy utca autóbusz-forduló → Autóbusz-állomás |
| --- |
| Autóbusz-állomás vá. – Szabadság út – Dózsa György út – Kossuth Lajos utca – Bajcsy-Zsilinszky Endre utca – Szőlő utca – Mátyás király utca – Hunyadi János utca – Blaháné utca – Hársfa utca – Hegy utca – Hegy utca autóbusz-forduló vá. |

## Megállóhelyei
| 0  | Autóbusz-állomás végállomás      | |
| 3  | Szökőkút                         | 317, 324, 402, 412, 422, 432, 442, 446, 447, 448, 450, 451, 452, 453, 454, 455, 464, 466, 470, 471, 472, 473, 474, 475, 477, 478, 479 1052, 1076                                                                                               |
| 4  | Kossuth Lajos utca bölcsőde      | 470, 471, 474, 475 |
| 5  | Bajcsy-Zsilinszky Endre utca 33. | 475 |
| 6  | Szőlő utca 47.                   | 472, 473, 474, 475 |
| 7  | Mátyás király utca 12.           | 471, 473, 475 |
| 8  | Présház                          | 471, 473 |
| 9  | Bem József utca                  | 471, 473 |
| 10 | Hegedűs Gyula utca               | 470, 471, 472, 473, 474 |
| 11 | Dobó Katica utca                 | 470, 471, 472, 473, 474 |
| 12 | Szarvas utca                     | 470, 471, 472, 473, 474 |
| 13 | Iskola utca                      | 470, 471, 472, 473, 474 |
| 14 | Királytelep autóbusz-forduló     | 470, 471, 472, 473, 474 |
| 15 | Iskola utca                      | 470, 471, 472, 473, 474 |
| 16 | Szarvas utca                     | 470, 471, 472, 473, 474 |
| 17 | Dobó Katica utca                 | 470, 471, 472, 473, 474 |
| 18 | Hegedűs Gyula utca               | 470, 471, 472, 473, 474 |
| 19 | Grassalkovich Antal utca 25.     | 470, 472, 474 |
| 21 | Radnóti Miklós utca              | 475 |
| 22 | Rigó utca                        | 475 |
| 23 | Rét utca                         | 475 |
| 24 | Blaha Lujza fürdő                | 475 |
| 26 | Hegy utca autóbusz-forduló       | 475 |
| 28 | Blaha Lujza fürdő                | 475 |
| 29 | Rét utca                         | 475 |
| 30 | Rigó utca                        | 475 |
| 31 | Radnóti Miklós utca              | 475 |
| 32 | Mátyás király utca 12.           | 471, 473, 475 |
| 33 | Szőlő utca 47.                   | 472, 473, 474, 475 |
| 34 | Szilhát utca 3.                  | 472, 473, 474, 475 |
| 35 | Szökőkút                         | 317, 324, 402, 412, 422, 432, 442, 450, 451, 452, 453, 454, 455, 464, 470, 471, 472, 473, 474, 475, 477, 478, 479 1052, 1076 |
| 37 | Autóbusz-állomás végállomás      | 317, 324, 402, 404, 405, 406, 407, 410, 412, 422, 426, 430, 432, 440, 441, 442, 444, 446, 447, 448, 450, 451, 452, 454, 455, 461, 463, 464, 465, 466, 468, 469, 470, 471, 472, 473, 474, 475, 477, 478, 479 1040, 1049, 1052, 1076, 1077, 1078 |